# Iran Novin (parti)
Iran Novin (persiska: ایران نوین Irān-e Novin "Nya Iran") var ett liberalkonservativt och socialt progressivt politiskt parti i Iran, grundat 1963, som var landets styrande parti i mer än ett årtionde. Partiet kontrollerade både regeringen och parlamentet (majles) mellan åren 1964 och 1975.

## Grundande

Hassan Ali Mansur, tidigt 1960-tal

Iran Novin grundades 1963 av av politikern Hassan Ali Mansur och hans vänner. Mansur var partiets förste partiledare (dabir-e koll ”generalsekreterare”) och blev samma år vald till Irans premiärminister. Partiets kärna bestod av yngre ämbetsmän och teknokrater som på 1960-talet blev en ny maktfaktor i landets politik. Verksamheten var mycket omfattande och innefattade en centralkommitté, en verkställande kommitté, en politisk byrå, en ungdomsförbund, ett kvinnoförbund, fackföreningar samt separata kommittéer för bönder, arbetare och företagare.

## Förhållande till monarkin
Iran Novins partiprogram hade en liberalkonservativ inriktning och förenade konservatismens respekt för traditionella värden och samhällsinstitutioner med liberalismens syn på marknadsekonomi och individuella friheter. Ideologin var präglad av nationalism, konstitutionalism, sekularism och rojalism.
Iran hade tvåpartisystem efter amerikansk modell från och med 1957. Iran Novin stod i opposition till Folkpartiet (Mardom), som utgjorde den politiska mitten.
Iran Novin hade ett nära förhållande till hovet och stödde shahen Mohammad Reza Pahlavis roll som konstitutionell monark och aktiv deltagare i utformningen av landets politik. Man betraktade sig som "väktare" (pāsdār) av det omfattande reformprogram som shahen initierat i januari 1963 under namnet "den vita revolutionen" (enqelāb-e sefid).
Det är omtvistat hur pass självständigt Iran Novin var gentemot monarkin. Flera bedömare anser att partiet var omöjligt att skilja från "staten" och därför inte utgjorde en oberoende politisk kraft i förhållande till monarkin.

## Amir-Abbas Hoveyda

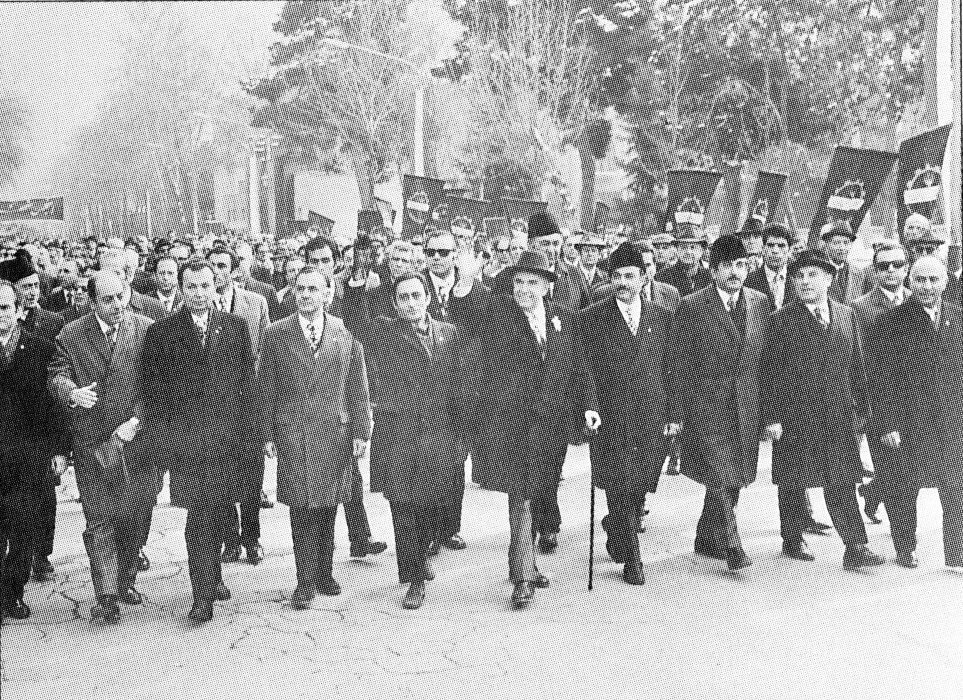
Hoveyda och hans ministerkabinett på årsdagen av vita revolutionen, 1975

Iran Novin var det största och mest bestående politiska partiet under hela Pahlavidynastin. När Mansur mördades 1965 av medlemmar ur den islamistiska terrororganisationen Fedayan-e eslam blev den folkligt populäre Amir-Abbas Hoveyda partiets nye frontfigur. Hoveyda blev premiärminister 1965 och innehade ämbetet under mer än ett årtionde, fram till 1977. 
Irans politik dominerades under sjutton år (1963-1975) av två partier: Iran Novin och dess främsta motståndare, Folkpartiet (Mardom).
Båda partier upplöstes 1975 och slogs samman till det nygrundade Rastakhiz i samband med att shahen införde enpartisystem.